# Croton alagoensis
Croton alagoensis es una especie de pequeño árbol perteneciente a  la familia Euphorbiaceae. Es originaria de Brasil.

## Taxonomía
Croton alagoensis fue descrita por Johannes Müller Argoviensis y publicado en Flora Brasiliensis 11(2): 121. 1873.
Etimología
Ver: Croton
alagoensis: epíteto geográfico que alude a su localización en Alagoas.
Sinonimia
- Oxydectes alagoensis (Müll.Arg.) Kuntze[2]